# Kamionka (dopływ Grajcarka)
Kamionka, Homole – potok, lewobrzeżny dopływ Grajcarka o długości ok. 3,2 km i średnim spadku 10,8%.
Potok płynie w Małych Pieninach. Jego źródła znajdują się na północnych stokach Wysokiej na Polanie pod Wysoką, na wysokości 910 m n.p.m. Spływa w kierunku północno-zachodnim. W dolnej części Polany pod Wysoką na polanie Za Potok nad brzegiem potoku mieści się baza namiotowa „Pod Wysoką”. Przy Dubantowskiej Dolince wpada do Kamionki z lewej strony potok Koniowiec, który toczy swoje wody spod Durbaszki. Od tego miejsca Kamionka spływa po stromym urwisku skalnym Wąwozu Homole (w obrębie rezerwatu Wąwóz Homole), gdzie w jej korycie znajdują się skały tworzące liczne kaskady, pod którymi tworzą się głębokie baniory. Zaraz po opuszczeniu wąwozu Homole Kamionka przepływa pod mostem drogi ze Szczawnicy do Jaworek i uchodzi do Grajcarka.
W Wąwozie Homole przy potoku prowadzi zielony szlak turystyczny z Jaworek przez Dubantowską Dolinę, Za Potok i Polanę pod Wysoką na Wysokie Skałki. Początkowo prowadzi on stromym zboczem po orograficznie prawej stronie potoku. Przejście jest ubezpieczone poręczami, drewnianymi drabinkami i stopniami wykutymi w skale. Dalsza część dna wąwozu, którym płynie Kamionka jest już znacznie łagodniejsza. Tu również występują niewielkie kaskady.
Cała zlewnia potoku Kamionka znajduje się w miejscowości Jaworki w województwie małopolskim, w powiecie nowotarskim, w gminie miejsko-wiejskiej Szczawnica.